# Sant Joan de Moró

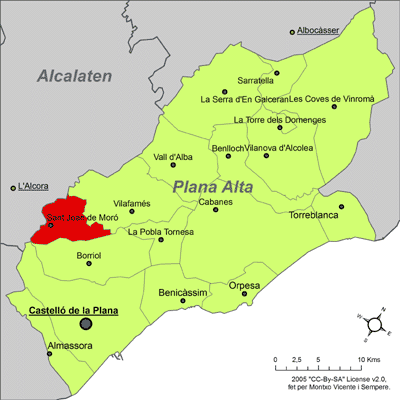
Położenie gminy na mapie comarki Plana Alta.

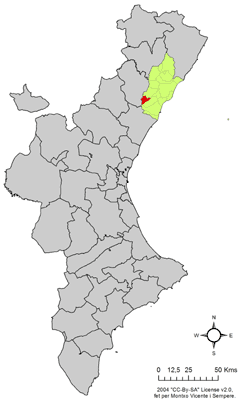
Położenie gminy na mapie Walencji.

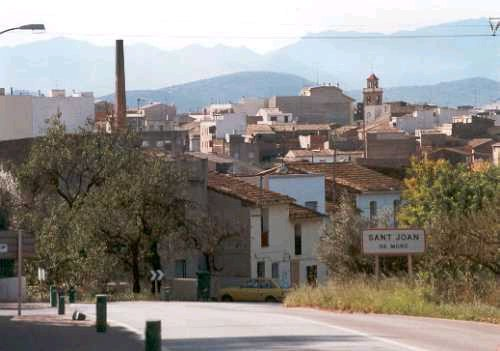
Sant Joan de Moró.

Sant Joan de Moró – gmina w Hiszpanii, we wspólnocie autonomicznej Walencja, w prowincji Castellón, w comarce Plana Alta.
Powierzchnia gminy wynosi 29,2 km². Zgodnie z danymi INE, w 2005 roku liczba ludności wynosiła 2157, a gęstość zaludnienia 74,12 osoby/km². Wysokość bezwzględna gminy równa jest 178 metrów. Współrzędne geograficzne gminy to 40°3'N, 0°8'E. Kod pocztowy do gminy to 12130. Obecnym burmistrzem gminy jest Vicente Sales Renau.

## Demografia
| 1992  | 1994  | 1996  | 1998  | 2000  | 2002  | 2004  | 2005  |
| ----- | ----- | ----- | ----- | ----- | ----- | ----- | ----- |
| 1.605 | 1.657 | 1.669 | 1.683 | 1.783 | 1.862 | 1.930 | 2.157 |